# 小出博
小出 博（こいで ひろし／はく、1907年1月1日 - 1990年7月6日）は、日本の地質学者。東京農業大学教授を務め、1980年定年。地すべりで一度崩れたところは当分は危険がない「地すべり免疫論」の論陣を張る。また、治水については水防林の効用を主張した。

## 略歴
兵庫県出身。実家はもとは出石藩の家老の家柄。第六高等学校から、1934年東京帝国大学農学部林学科卒業。同年から北海道帝国大学農学部に助手として勤務。その後東京帝国大学理学部地質学科に再入学する。
1943年地質調査所に勤務。その後林野庁勤務をへて東京農業大学、また経済安定本部資源調査会に勤めるかたわら、宇都宮大学や秋田大学で非常勤講師を務めた。1945年「段戸花崗閃緑岩類並にそれに伴う変成岩類」で東大から理学博士。1957年「日本地辷り論とくにその予知と対策に関する研究」で九州大学から農学博士。

## 著書
- 『応用地質 第1 (岩石の風化と森林の立地)』古今書院(形成選書)1952
- 『自然を作りかえる人間』福村書店(地球の歴史文庫)1952
- 『治山と水害』日本林業技術協会 (林業解説シリーズ 1954
- 『応用地質 第2 (山崩れ)』古今書院 (形成選書)1955
- 『日本の地辷り その予知と対策』東洋経済新報社 1955
- 『日本の河川 -自然史と社会史-』東京大学出版会 1970
- 『日本の河川研究 地域性と個別性』東京大学出版会 1972
- 『日本の国土 自然と開発』東京大学出版会 1973
- 『利根川と淀川 東日本・西日本の歴史的展開』1975 中公新書
- 『長江 自然と綜合開発』築地書館 1987

### 共編著
- 『日本の水害 天災か人災か』編著 東洋経済新報社 1954
- 『日本資源読本』編 東洋経済新報社 (読本シリーズ)1958
- 『山地農業と治山』倉田益二郎共著 森林資源総合対策協議会ほか (グリーン・エージ・シリーズ) 1961